# Австралопітек гарі
Австралопітек гарі (Australopithecus garhi) —  грацильний австралопітек, що існував близько 2,5 млн років тому. Єдиний зразок знайдений в Ефіопії (Боурі, долина річки Аваш) і описаний у 1997 році. Можливо цей вид разом з видом австралопітек седіба є найближчим сестринським таксоном до предків роду Homo, куди належить сучасна людина.
Представлені череп, зуби, кістки кінцівок. Зріст 1,2-1,5 м. Об'єм мозку близько 440 см3. Характерною особливістю є дуже великі передні зуби. Разом з залишками австалопітека гарі знайдені простіші кам'яні знаряддя праці і кістки антилоп зі слідами надрізів.